# تیغاب
تیغاب روستایی در دهستان پسکوه بخش سده شهرستان قائنات استان خراسان جنوبی ایران است. بر پایه سرشماری عمومی نفوس و مسکن در سال۱۳۹۵ جمعیت این روستا۱۹۶۲ نفر (در ۴۹۶ خانوار) بوده‌است.اکثر محصولات کشاورزی این روستا زعفران،پسته،پنبه،چغندر،جو و گندم و...میباشد.مردم روستا در کنار کشاورزی به دامداری نیز مشغول هستند.